# Turkiets Grand Prix 2006
Turkiets Grand Prix 2006 var det fjortonde av 18 lopp ingående i formel 1-VM 2006.

## Rapport
Felipe Massa i Ferrari startade från sin första pole position med stallkamraten Michael Schumacher snett bakom sig. De båda Renault-förarna, Fernando Alonso och Giancarlo Fisichella, startade från den andra raden. Massa tog ledningen och behöll den resten av loppet. Även Alonso fick en bra start och försökte tränga sig mellan de båda Ferraribilarna redan i den första kurvan. Schumacher hindrade dock omkörningsförsöket mycket resolut. I fältet bakom var det däremot något kaosartat med ett flertal incidenter, bl.a. kolliderade Kimi Räikkönen med sin McLaren och fick besöka depån för att få en ny front. Räikkönen hann knappast mer än tillbaka förrän han körde av banan och bröt loppet.
Efter att Toro Rosso-föraren Vitantonio Liuzzi snurrat under tolfte varvet och blivit stående halvvägs ut på banan kom säkerhetsbilen ut och samlade ihop fältet. Detta kom att påverka resten av loppet eftersom det raserade stallens strategier. Under tiden valde de flesta förarna att köra in i depå. Båda Ferrariförarna och Alonso gick in samtidigt. Schumacher fick vänta några sekunder medan mekanikerna servade Massas bil. Detta medförde att Alonso hann bli klar strax före Schumacher och passerade därför honom i depån. Massa ledde och drog ifrån, Alonso låg nu tvåa och Schumacher var trea i loppet. Schumacher, som låg tätt bakom Alonso, gjorde vid ett tillfälle ett misstag och körde utanför banan och förlorade några sekunder. En bidragande orsak var att hans däck slitits extra efter den tidiga bränslepåfyllningen som gjort bilen något tyngre än planerat.
De sista 14 varven blev dock en spännande duell mellan Alonso och Schumacher om andraplatsen och viktiga VM-poäng. Skillnaden före loppet var tio poäng och frågan var om den efteråt skulle bli åtta eller tolv poäng. Schumacher jagade tätt bakom Alonso och försökte stressa honom att göra misstag, men han lyckades inte och kunde därför inte heller passera den regerande världsmästaren. Massa vann loppet och tidsskillnaden mellan tvåan Alonso och trean Schumacher uppmättes till 0,081 sekunder.

## Resultat
1. Felipe Massa, Ferrari, 10 poäng
2. Fernando Alonso, Renault, 8
3. Michael Schumacher, Ferrari, 6
4. Jenson Button, Honda, 5
5. Pedro de la Rosa, McLaren-Mercedes, 4
6. Giancarlo Fisichella, Renault, 3
7. Ralf Schumacher, Toyota, 2
8. Rubens Barrichello, Honda, 1
9. Jarno Trulli, Toyota
10. Mark Webber, Williams-Cosworth
11. Christian Klien, Red Bull-Ferrari
12. Robert Kubica, BMW
13. Scott Speed, Toro Rosso-Cosworth
14. Nick Heidfeld, BMW
15. David Coulthard, Red Bull-Ferrari

### Förare som bröt loppet
- Christijan Albers, MF1-Toyota (varv 46, olycka)
- Takuma Sato, Super Aguri-Honda (41, för få varv)
- Nico Rosberg, Williams-Cosworth (25, vattentryck)
- Sakon Yamamoto, Super Aguri-Honda (23, snurrade av)
- Vitantonio Liuzzi, Toro Rosso-Cosworth (12, snurrade av)
- Kimi Räikkönen, McLaren-Mercedes (1, olycka)
- Tiago Monteiro, MF1-Toyota (0, olycka)